# Solidão
Solidão là một đô thị thuộc bang Pernambuco, Brasil. Đô thị này có diện tích 130,74 km², dân số năm 2007 là 5849 người, mật độ 44,74 người/km².